# Кочньовське (Комишловський район)
Кочньо́вське (рос. Кочнёвское) — село у складі Комишловського району Свердловської області. Входить до складу Галкинського сільського поселення.
Населення — 790 осіб (2010, 975 у 2002).
Національний склад станом на 2002 рік: росіяни — 92 %.